# Kienbach (Amper)
Der Kienbach ist ein etwa 11 km langer Zufluss des Ammersees in Oberbayern.

## Verlauf

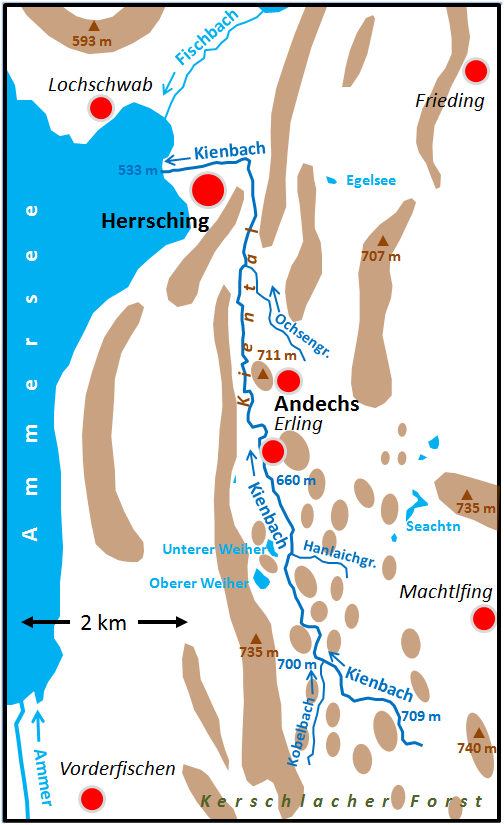
Einzugsgebiet des Kienbachs. Die wichtigsten Moränenzüge und Drumlins sind getönt dargestellt.

Der Kienbach entsteht im Süden der Gemeinde Andechs westlich des Ortsteils Machtlfing und nördlich des Kerschlacher Forsts. Er fließt in nordwestliche Richtung und durchquert den Andechser Ortsteil Erling. Von hier aus fließt er
weiter nach Norden durch das teilweise schluchtartige Kiental am Kloster Andechs vorbei und erreicht Herrsching am Ammersee. Dort biegt er nach Westen ab und mündet in die Herrschinger Bucht des Ammersees.

## Zuflüsse
- Kobelbach (links)
- Hanlaichgraben (rechts)
- Ochsengraben (rechts)

## Charakter und Umgebung
Der Kienbach entwässert ein Gebiet im Süden der Gemeinde Andechs, das zwischen den würmeiszeitlichen Moränen zweier Rückzugsstadien
des Isar-Loisach-Gletschers, nördlich des 760 m hohen Berndorfer Buchets, liegt. Dieses Gebiet ist durch eine Vielzahl von Drumlins geprägt, zwischen denen sich weite Wiesenflächen und
kleinere, teils bewaldete Feuchtgebiete befinden, darunter das Naturschutzgebiet Mesnerbichl. Der Oberlauf des Kienbachs und seine Zuflüsse sind meist begradigte Wiesen- und Moosgräben.
Ein markanter Abschnitt des Kienbachs nördlich von Erling ist das bis zu 70 m tief eingeschnittene, etwa 3,5 km lange Kiental. Hier sind Nagelfluhfelsen der Mindeleiszeit 
und im unteren Bereich auch voreiszeitlicher Flinzmergel aufgeschlossen. Das Kiental ist eine beliebte Wanderroute. Insbesondere kann man durch das Kiental von der S-Bahn-Station Herrsching zum nahegelegenen
Kloster Andechs gelangen, einem bekannten Ausflugsziel im Südwesten von München.
Innerhalb von Herrsching, das weitgehend auf einem Schwemmkegel des Kienbachs liegt, fließt der Kienbach in einer gemauerten Rinne nach Westen, bis er den Kurpark erreicht und in den Ammersee mündet.

## Geotop
Das Kiental bei Andechs ist vom Bayerischen Landesamt für Umwelt als wertvolles Geotop (Geotop-Nummer: 188R013) ausgewiesen.

## Galerie

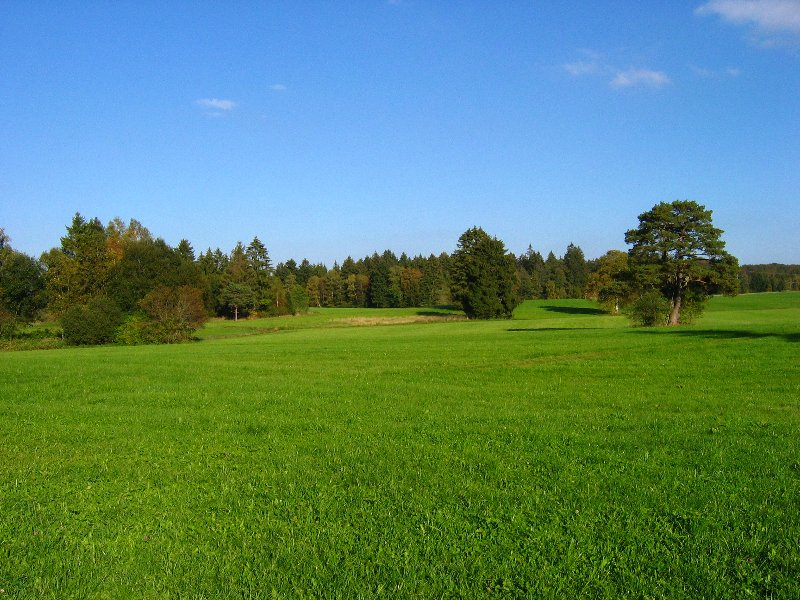
Quellgebiet des Kienbachs östlich von Machtlfing
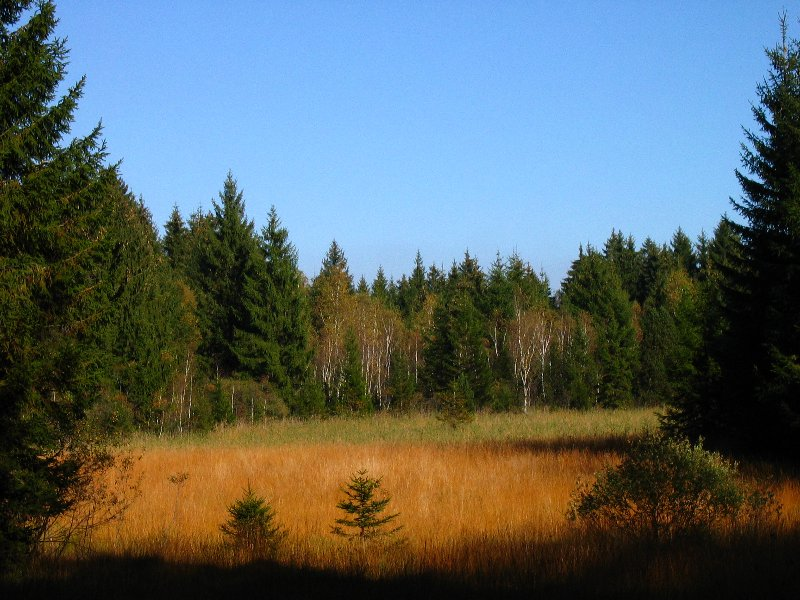
Maimoos am Oberlauf des Kienbachs südlich von Erling
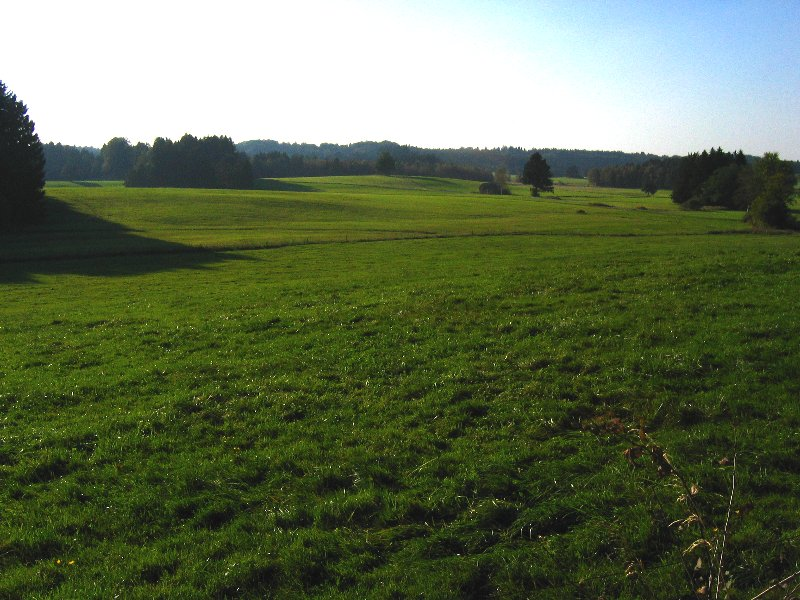
Lüß am Oberlauf des Kienbachs westlich von Machtlfing
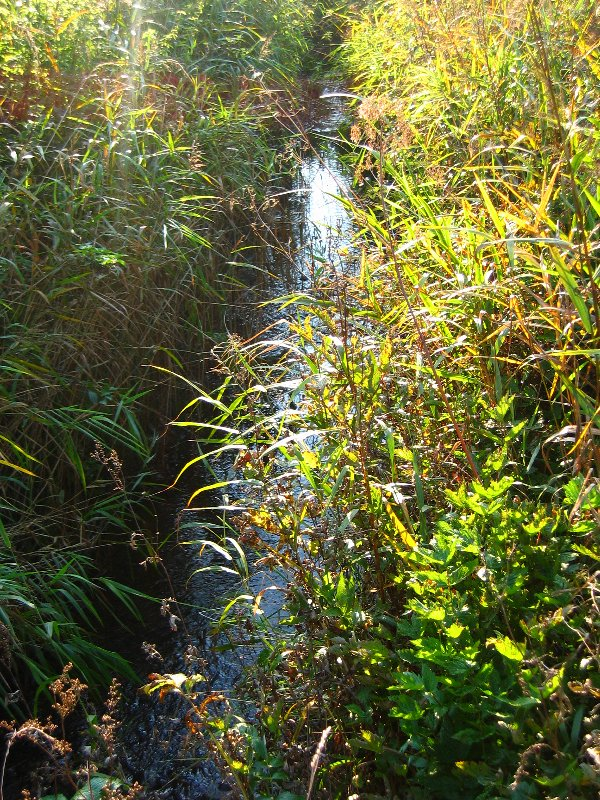
Kienbach südlich von Erling
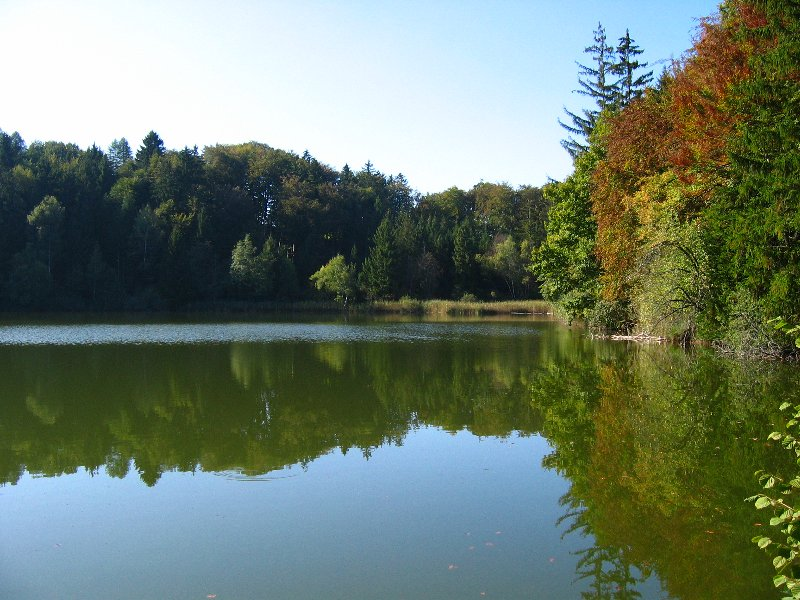
Oberer Weiher südlich von Erling
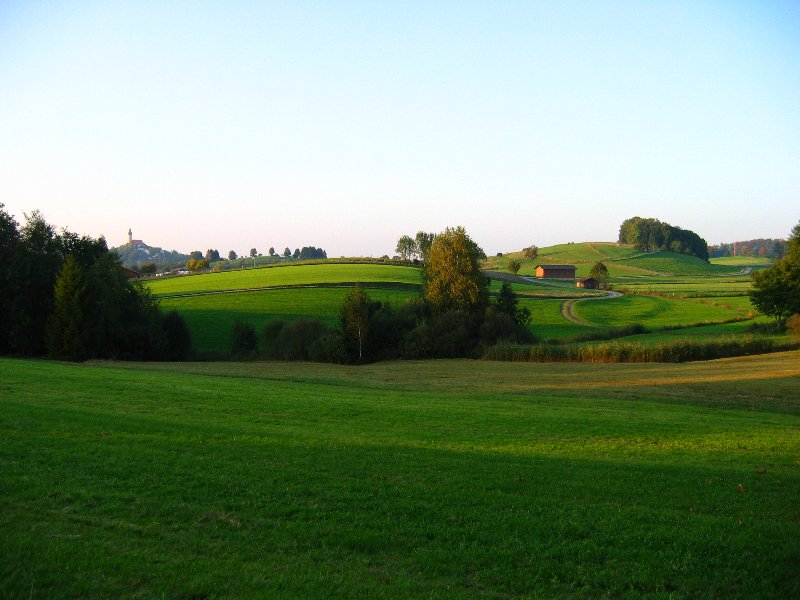
Drumlins bei Andechs (links das Kloster Andechs)
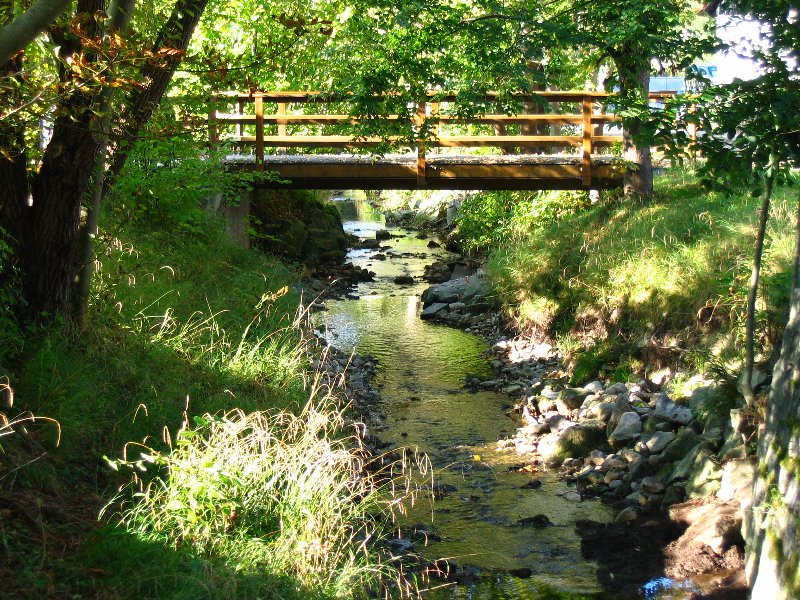
Kienbach in Erling
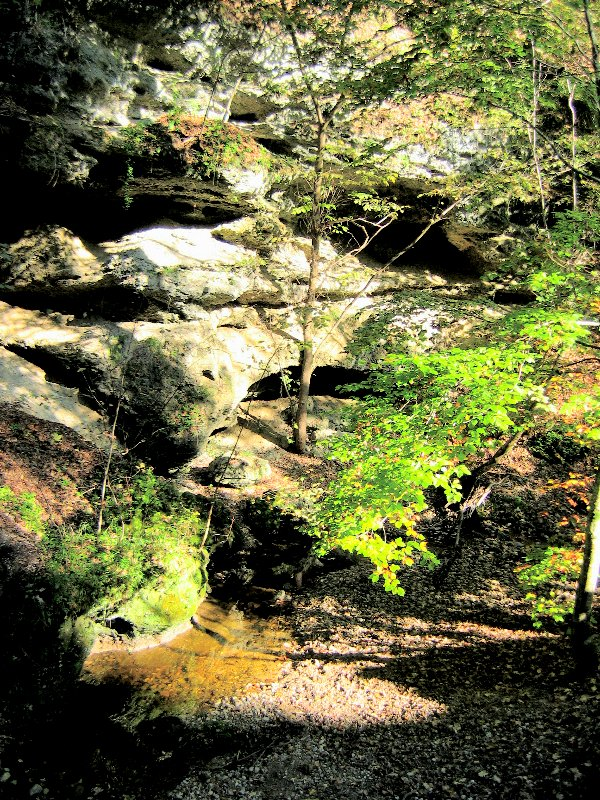
Nagelfluhfelsen im Kiental
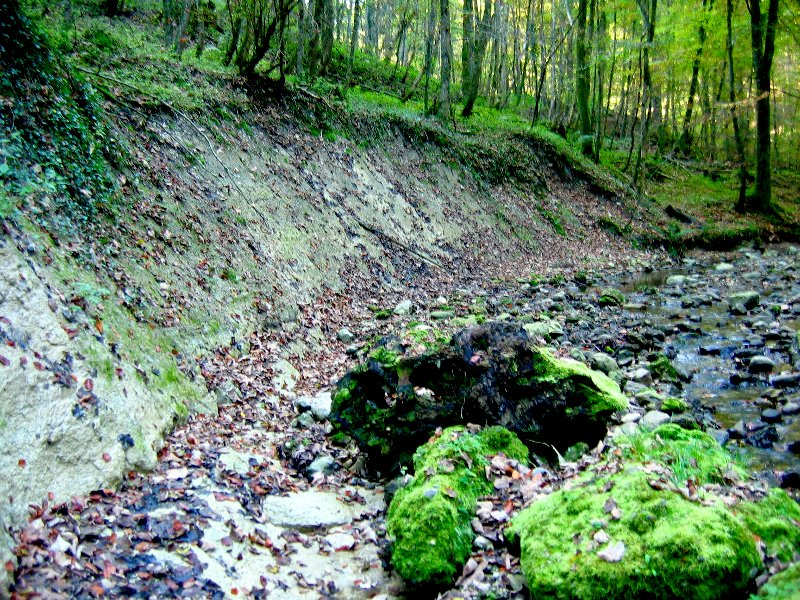
Prallhang aus Flinzmergel im Kiental
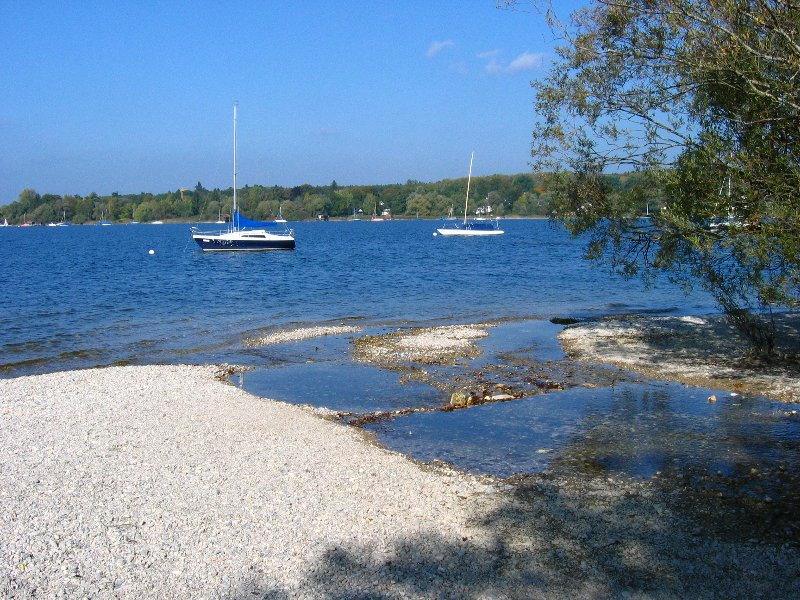
Mündung des Kienbachs in die Herrschinger Bucht des Ammersees